# Zaynab Dosso
Zaynab Dosso, född 12 september 1999, är en italiensk friidrottare som tävlar i kostdistanlöpning. Vid europamästerskapen inomhus 2025 tog hon guld på 60 meter. Vid inomhus-VM 2024 tog hon brons på 60 meter och vid inomhusvärldsmästerskapen i friidrott 2025 tog hon silver på 60 meter.